# Régimentaire

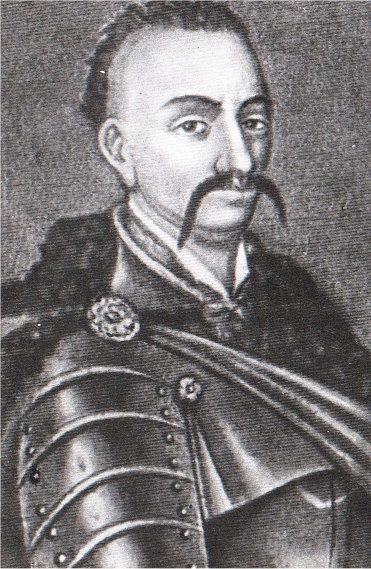
Le régimentaire Jeremi Wiśniowiecki.

Le Régimentaire ou Regimentarz (du latin : Regimentum) était, en Pologne, le commendant militaire d'un groupe d'armées ou le remplaçant d'un Hetman. Il était nommé par le roi de Pologne ou le Sejm.
Au XVIIe siècle, le Regimentarz était également le commandant du Pospolite ruszenie dans les cas où le châtelain ou le voïvode ne pouvait pas le commander personnellement.
Le Regimentarz generalny était le commandant des Confédérations.

## Voir également
- Administration de la République des Deux Nations